# Christer Wallin
Christer Wallin, né le 17 juin 1969 à Timrå, est un nageur suédois.

## Biographie
Aux Jeux olympiques d'été de 1992 à Barcelone, Christer Wallin remporte la médaille d'argent à l'issue de la finale du relais 4 × 200 m nage libre en compagnie d'Anders Holmertz, Tommy Werner et Lars Frölander. Lors des Jeux olympiques d'été de 1996 à Atlanta, il remporte également la médaille d'argent du relais 4 × 200 m nage libre avec Anders Lyrbring, Anders Holmertz et Lars Frölander.